# Fræna
Fræna er en tidligere kommune i Romsdal i Møre og Romsdal. Den ligger ud til Norskehavet og grænser ellers i øst til den tidligere Eide og Gjemnes, i syd til Molde og i vest til Aukra. Kommunen er et resultat af sammenlægning af herrederne Bud, Fræna og Hustad, og er Møre og Romsdals største landbrugskommune.
1. januar 2020 blev Fræna og Eide kommuner lagt sammen til den nye Hustadvika kommune.

## Geografi

### Byer i Fræna kommune
- Elnesvågen 2.305 indb., 1,97 km²
- Bud 768 indb., 0,74 km²
- Tornes 416 indb., 0,43 km²
- Nerland 211 indb., 0,34 km²
- Malme 395 indb., 0,35 km²
- Sylte (Fræna) 310 indb., 0,27 km²
- Bergseth 330 indb., 1,90 km²

## Kendte fræninger
- Rolf Groven, (1943-), billedkunstner.
- Birger Hatlebakk, (1912–1997), industrimand.
- Edvard Hoem, (1949– ), forfatter.
- Ola Kvernberg, (1981-), violinist og jazz-musiker.
- Trond Strande, (1970– ), fodboldspiller (Molde Fodboldklub)